# Marques de Souza
Marques de Souza là một đô thị thuộc bang Rio Grande do Sul, Brasil. Đô thị này có diện tích 125,175 km², dân số năm 2007 là 4052 người, mật độ 32,37 người/km².